# تيم بيرس
تيم بيرس (بالإنجليزية: Tim Pierce)‏ هو موسيقي جلسات ‏ أمريكي، ولد في 1959 في ألباكركي في الولايات المتحدة.

## وصلات خارجية
- تيم بيرس على موقع ميوزك برينز (الإنجليزية)
- تيم بيرس على موقع أول ميوزيك (الإنجليزية)
- تيم بيرس على موقع ديسكوغز (الإنجليزية)